# Довлатов, Леонид Аркадьевич
Леонид Аркадьевич Довлатов (Довлатян) (арм. Լեոնիդ Դովլաթյան, 12 июня 1920, Тифлис — 13 октября 2012, Москва) — советский актёр театра и кино, педагог.

## Биография
Леонид Довлатов (Довлатян) родился 12 июня 1920 года в Тифлисе (в то время Грузинская Демократическая Республика). Закончил тбилисский филиал ВГИКа (Тбилисская киностудия). Работал конферансье в Государственном эстрадном оркестре Армении.
Позже был профессором и деканом факультета общественных профессий МГПИ им. В. И. Ленина (сейчас Московский педагогический государственный университет). В течение почти 50 лет руководил театральной студией института.
Скончался на 93-м году жизни 13 октября 2012 года.

## Фильмография
1. 1954 — Мелочь — Мисак
2. 1955 — В поисках адресата — Ашот
3. 1955 — Золотой бычок — Цолак
4. 1956 — Сердце поет — Ашот
5. 1956 — Тропою грома — Исаак
6. 1958 — Жизнь прошла мимо — заключённый исправительно-трудовой колонии
7. 1966 — Кавказская пленница, или Новые приключения Шурика — судья (нет в титрах)
8. 1966 — Чёрт с портфелем — кавказец продавец мандаринов
9. 1967 — Человек в зелёной перчатке — директор цирка
10. 1968 — Пассажир с «Экватора» — врач
11. 1968, 1970, 1971 — Освобождение — Сергей Фёдорович Галаджев, генерал-лейтенант (в титрах указан как Л. Давлатов)
12. 1973 — Товарищ генерал — Карамян
13. 1979 — Вкус хлеба — эпизод
14. 1980 — Тегеран-43 — связной Макса Ришара
15. 1981 — Восьмое чудо света — мэр Порто-Дали
16. 1983 — Тревожный вылет — иностранный резидент
17. 1995 — Трамвай в Москве (фильм) — дед-хулиган